# Premiul Mythopoeic
Mythopoeic Awards (Premiile Mitopoetice) sunt premii literare acordate de Mythopoeic Society (Comunitatea Mitopoetică) autorilor pentru lucrări remarcabile în domeniul fanteziei, precum și pentru lucrări științifice în acest domeniu. Premiul a fost acordat din 1971 și este anual. Premiul este o statuetă a unui leu așezat pe o placă. Se asemănă cu și este adesea numit Aslan.

## Categorii
Premiul este acordat pentru patru categorii:
Premii pentru literatură fantastică
Premiile duble la fiecare categorie au fost stabilite în 1992:
- Premiul Mythopoeic Fantasy pentru literatură pentru adulți. Premiul este acordat unui roman, unui ciclu sau unei colecții de autor în genul fantasy scris în anul precedent în tradiția The Inklings. Cărțile pot fi nominalizate doi ani la rând.
- Premiul Mythopoeic Fantasy pentru literatură pentru copii. Se acordă cărților scrise pentru copii în tradiția Hobbitul sau Cronicile din Narnia. Condițiile de nominalizare sunt aceleași ca și pentru cărțile pentru adulți.

Premii pentru lucrări științifice
Mythopoeic Scholarship Awards
- Scholarship Award (Premiul de Bursă Mitopoetic) pentru lucrări dedicate studiului operei lui J.R.R. Tolkien, C. S. Lewis și / sau C. Williams. Cărțile scrise în ultimii trei ani pot fi nominalizate.
- Din 2010 - Alexei Kondratiev Award (Premiul de Bursă Mitopoetic) pentru studii ale miturilor, mitologiei și fanteziei. Acestea sunt lucrări științifice dedicate miturilor și fanteziei, precum și pentru lucrări dedicate altor autori care scriu în tradiția The Inklings. Cărțile pot fi nominalizate trei ani la rând.[4]

## Câștigători și nominalizați

### Câștigători și nominalizați (1971–1991)
*   Câștigători
| An   | Autor                        | Roman                                    | Editor sau publicație              |
| ---- | ---------------------------- | ---------------------------------------- | ---------------------------------- |
| 1971 | Mary Stewart*                | The Crystal Cave                         | Hodder & Stoughton, William Morrow |
| 1971 | Lloyd Alexander              | The Marvelous Misadventures of Sebastian | E. P. Dutton                       |
| 1971 | Katherine Kurtz              | Deryni Rising                            | Ballantine Books                   |
| 1971 | Roger Zelazny                | Nine Princes in Amber                    | Doubleday                          |
| 1972 | Joy Chant*                   | Red Moon and Black Mountain              | George Allen & Unwin               |
| 1972 | John Gardner                 | Grendel                                  | Alfred A. Knopf, Gollancz          |
| 1972 | Isidore Haiblum              | The Tsaddik of the Seven Wonders         | Ballantine Books                   |
| 1972 | Ursula K. Le Guin            | The Tombs of Atuan                       | Atheneum Books                     |
| 1972 | Michael Moorcock             | The Corum Trilogy                        | Berkley Books                      |
| 1972 | Joan North                   | The Light Maze                           | Farrar, Straus & Giroux            |
| 1972 | Thomas Burnett Swann         | The Forest of Forever                    | Ace Books                          |
| 1972 | Evangeline Walton            | The Children of Llyr                     | Ballantine Books                   |
| 1973 | Evangeline Walton*           | The Song of Rhiannon                     | Ballantine Books                   |
| 1973 | Poul Anderson                | Dancer from Atlantis                     | Nelson Doubleday                   |
| 1973 | Katherine Kurtz              | Deryni Checkmate                         | Ballantine Books                   |
| 1973 | Ursula K. Le Guin            | The Farthest Shore                       | Atheneum Books                     |
| 1973 | Thomas Burnett Swann         | Green Phoenix                            | DAW Books                          |
| 1973 | Roger Zelazny                | The Guns of Avalon                       | Doubleday                          |
| 1974 | Mary Stewart*                | The Hollow Hills                         | Hodder & Stoughton                 |
| 1974 | Poul Anderson                | Hrolf Kraki's Saga                       | Ballantine Books                   |
| 1974 | Susan Cooper                 | The Dark Is Rising                       | Macmillan                          |
| 1974 | Sanders Anne Laubenthal      | Excalibur                                | Ballantine Books                   |
| 1974 | Katherine Kurtz              | High Deryni                              | Ballantine Books                   |
| 1975 | Poul Anderson*               | A Midsummer Tempest                      | Doubleday                          |
| 1975 | Richard Adams                | Watership Down                           | Rex Collings                       |
| 1975 | Patricia A. McKillip         | The Forgotten Beasts of Eld              | Atheneum Books                     |
| 1975 | H. Warner Munn               | Merlin's Ring                            | Ballantine Books                   |
| 1975 | Thomas Burnett Swann         | How Are the Mighty Fallen                | DAW Books                          |
| 1975 | Evangeline Walton            | Prince of Annwn                          | Ballantine Books                   |
| 1981 | J. R. R. Tolkien*            | Unfinished Tales                         | George Allen & Unwin               |
| 1981 | Joy Chant                    | The Grey Mane of Morning                 | George Allen & Unwin               |
| 1981 | Stephen R. Donaldson         | The Wounded Land                         | Del Rey                            |
| 1981 | Ursula K. Le Guin            | The Beginning Place                      | Harper and Row                     |
| 1981 | Morgan Llywelyn              | Lion of Ireland                          | Houghton Mifflin                   |
| 1982 | John Crowley*                | Little, Big                              | Bantam Books                       |
| 1982 | Tanith Lee                   | Delusion's Master                        | DAW Books                          |
| 1982 | Elizabeth A. Lynn            | The Woman Who Loved the Moon             | Berkley Books                      |
| 1982 | Julian May                   | The Many-Colored Land                    | Houghton Mifflin                   |
| 1982 | Nancy Springer               | The Sable Moon                           | Pocket Books                       |
| 1982 | Gene Wolfe                   | Claw of the Conciliator                  | Timescape Books                    |
| 1983 | Carol Kendall*               | The Firelings                            | Bodley Head Children's Books       |
| 1983 | Marion Zimmer Bradley        | The Mists of Avalon                      | Alfred A. Knopf                    |
| 1983 | Stephen R. Donaldson         | The One Tree                             | Del Rey                            |
| 1983 | David Eddings                | Queen of Sorcery                         | Del Rey                            |
| 1983 | P. C. Hodgell                | God Stalk                                | Atheneum Books                     |
| 1983 | Robin McKinley               | The Blue Sword                           | Greenwillow Books                  |
| 1983 | Robin McKinley               | The Door in the Hedge                    | Greenwillow Books                  |
| 1983 | Diana L. Paxson              | Lady of Light                            | Pocket Books                       |
| 1983 | Meredith Ann Pierce          | The Darkangel                            | Little Brown & Co                  |
| 1984 | Joy Chant*                   | When Voiha Wakes                         | Golden Apple                       |
| 1984 | Other nominees not available |                                          |                                    |
| 1985 | Jane Yolen*                  | Cards of Grief                           | Ace Books                          |
| 1985 | Charles de Lint              | Moonheart                                | Ace Books                          |
| 1985 | R. A. MacAvoy                | The Damiano Trilogy                      | Bantam Books                       |
| 1985 | Robin McKinley               | The Hero and the Crown                   | Greenwillow Books                  |
| 1985 | J. R. R. Tolkien             | The Book of Lost Tales                   | George Allen & Unwin               |
| 1986 | Barry Hughart*               | Bridge of Birds                          | St. Martin's Press                 |
| 1986 | Barbara Hambly               | Dragonsbane                              | Del Rey                            |
| 1986 | P. C. Hodgell                | Dark of the Moon                         | Atheneum Books                     |
| 1986 | Diana Wynne Jones            | Fire and Hemlock                         | Greenwillow Books                  |
| 1986 | Ursula K. Le Guin            | Always Coming Home                       | Harper and Row                     |
| 1986 | Manuel Mujica Lainez         | The Wandering Unicorn                    | Berkley Books                      |
| 1987 | Peter S. Beagle*             | The Folk of the Air                      | Del Rey                            |
| 1987 | Guy Gavriel Kay              | The Fionavar Tapestry                    | Berkley Books                      |
| 1987 | Tanith Lee                   | Tales from the Flat Earth                | DAW Books                          |
| 1987 | Jane Yolen                   | Merlin's Booke                           | Ace Books                          |
| 1988 | Orson Scott Card*            | Seventh Son                              | Tor Books                          |
| 1988 | Emma Bull                    | War for the Oaks                         | Ace Books                          |
| 1988 | Pat Murphy                   | The Falling Woman                        | Tor Books                          |
| 1988 | Connie Willis                | Lincoln's Dreams                         | Bantam Books                       |
| 1989 | Michael Bishop*              | Unicorn Mountain                         | Arbor House / William Morrow       |
| 1989 | James P. Blaylock            | The Last Coin                            | Ace Books                          |
| 1989 | Orson Scott Card             | Red Prophet                              | Tor Books                          |
| 1989 | Kara Dalkey                  | The Nightingale                          | Ace Books                          |
| 1989 | Diana L. Paxson              | The White Raven                          | William Morrow & Co                |
| 1989 | Michaela Roessner            | Walkabout Woman                          | Bantam Books                       |
| 1990 | Tim Powers*                  | The Stress of Her Regard                 | Ace Books                          |
| 1990 | Orson Scott Card             | Prentice Alvin                           | Tor Books                          |
| 1990 | Patricia A. McKillip         | The Changeling Sea                       | Atheneum Books                     |
| 1990 | Pat Murphy                   | The City, Not Long After                 | Doubleday                          |
| 1990 | Matt Ruff                    | Fool on the Hill                         | The Atlantic Monthly Press         |
| 1991 | Ellen Kushner*               | Thomas the Rhymer                        | William Morrow & Co                |
| 1991 | Guy Gavriel Kay              | Tigana                                   | Penguin Canada                     |
| 1991 | Ursula K. Le Guin            | Tehanu                                   | Atheneum Books                     |
| 1991 | James Morrow                 | Only Begotten Daughter                   | William Morrow & Co                |
| 1991 | Jane Yolen                   | The Books of Great Alta                  | Tor Books                          |

### Câștigători și nominalizați (literatură pentru adulți, 1992-prezent)
*   Câștigători
| An                                               | Autor                           | Roman                                        | Editor sau publicație     |
| ------------------------------------------------ | ------------------------------- | -------------------------------------------- | ------------------------- |
| 1992                                             | Eleanor Arnason*                | A Woman of the Iron People                   | William Morrow & Co       |
| 1992                                             | Pamela Dean                     | Tam Lin                                      | Tor Books                 |
| 1992                                             | Greer Ilene Gilman              | Moonwise                                     | Roc                       |
| 1992                                             | Patricia A. McKillip            | The Sorceress and the Cygnet                 | Ace Books                 |
| 1992                                             | Sheri S. Tepper                 | Beauty                                       | Doubleday                 |
| 1993                                             | Jane Yolen*                     | Briar Rose                                   | Tor Books                 |
| 1993                                             | James P. Blaylock               | The Paper Grail                              | Ace Books                 |
| 1993                                             | Tim Powers                      | Last Call                                    | William Morrow & Co       |
| 1993                                             | Susan Shwartz                   | The Grail of Hearts                          | Tor Books                 |
| 1993                                             | Connie Willis                   | Doomsday Book                                | Bantam Spectra            |
| 1994                                             | Delia Sherman*                  | The Porcelain Dove                           | Dutton Adult              |
| 1994                                             | Peter S. Beagle                 | The Innkeeper's Song                         | Ace Books                 |
| 1994                                             | Patricia A. McKillip            | The Cygnet and the Firebird                  | Ace Books                 |
| 1994                                             | Robin McKinley                  | Deerskin                                     | Ace Books                 |
| 1995                                             | Patricia A. McKillip*           | Something Rich and Strange                   | Bantam Spectra            |
| 1995                                             | Pamela Dean                     | The Dubious Hills                            | Tor Books                 |
| 1995                                             | Robert Holdstock                | The Hollowing                                | HarperCollins             |
| 1995                                             | Rachel Pollack                  | Temporary Agency                             | St. Martin's Press        |
| 1996                                             | Elizabeth Hand*                 | Waking the Moon                              | HarperCollins             |
| 1996                                             | Michael Bishop                  | Brittle Innings                              | Bantam Books              |
| 1996                                             | James P. Blaylock               | All the Bells on Earth                       | Ace Books                 |
| 1996                                             | Patricia A. McKillip            | The Book of Atrix Wolfe                      | Ace Books                 |
| 1996                                             | Kenneth Morris                  | The Dragon Path                              | Tom Doherty Assoc.        |
| 1997 (Premiile pentru adulți și copii combinate) | Terri Windling*                 | The Wood Wife                                | Tor Books                 |
| 1997 (Premiile pentru adulți și copii combinate) | John Barnes                     | One for the Morning Glory                    | Tor Books                 |
| 1997 (Premiile pentru adulți și copii combinate) | Patricia A. McKillip            | Winter Rose                                  | Ace Books                 |
| 1997 (Premiile pentru adulți și copii combinate) | Nancy Springer                  | Fair Peril                                   | Avon Books                |
| 1997 (Premiile pentru adulți și copii combinate) | Gene Wolfe                      | The Book of the Long Sun                     | Tor Books                 |
| 1998                                             | A. S. Byatt*                    | The Djinn in the Nightingale's Eye           | Chatto & Windus           |
| 1998                                             | Peter S. Beagle                 | Giant Bones                                  | Roc                       |
| 1998                                             | Charles de Lint                 | Trader                                       | Tor Books                 |
| 1998                                             | Neil Gaiman                     | Neverwhere                                   | BBC Books                 |
| 1998                                             | Patrick O'Leary                 | The Gift                                     | Tor Books                 |
| 1999                                             | Neil Gaiman and Charles Vess*   | Stardust                                     | DC Comics                 |
| 1999                                             | Charles de Lint                 | Someplace to be Flying                       | Tor Books                 |
| 1999                                             | R. E. Klein                     | The History of our World Beyond the Wave     | Houghton Mifflin Harcourt |
| 1999                                             | Patricia A. McKillip            | Song for the Basilisk                        | Ace Books                 |
| 1999                                             | James Stoddard                  | The High House                               | Warner Books              |
| 2000                                             | Peter S. Beagle*                | Tamsin                                       | Roc                       |
| 2000                                             | A. S. Byatt                     | Elementals                                   | Chatto & Windus           |
| 2000                                             | Lisa Goldstein                  | Dark Cities Underground                      | Tor Books                 |
| 2000                                             | Peg Kerr                        | The Wild Swans                               | Aspect                    |
| 2000                                             | Yves Meynard                    | The Book of Knights                          | Tor Books                 |
| 2001                                             | Midori Snyder*                  | The Innamorati                               | Tor Books                 |
| 2001                                             | Win Blevins                     | RavenShadow                                  | Forge                     |
| 2001                                             | Charles de Lint                 | Forests of the Heart                         | Tor Books                 |
| 2001                                             | Guy Gavriel Kay                 | The Sarantine Mosaic                         | Penguin Books Canada      |
| 2002                                             | Lois McMaster Bujold*           | The Curse of Chalion                         | Eos                       |
| 2002                                             | Neil Gaiman                     | American Gods                                | William Morrow            |
| 2002                                             | Sarah A. Hoyt                   | Ill Met by Moonlight                         | Ace Books                 |
| 2002                                             | Ursula K. Le Guin               | The Other Wind                               | Harcourt Brace & Company  |
| 2002                                             | Tim Powers                      | Declare                                      | HarperCollins             |
| 2003                                             | Patricia A. McKillip*           | Ombria in Shadow                             | Ace Books                 |
| 2003                                             | Nina Kiriki Hoffman             | A Fistful of Sky                             | Ace Books                 |
| 2003                                             | Ellen Kushner and Delia Sherman | The Fall of the Kings                        | Bantam Books              |
| 2004                                             | Robin McKinley*                 | Sunshine                                     | Berkley Publishing Group  |
| 2004                                             | Lois McMaster Bujold            | Paladin of Souls                             | Eos                       |
| 2004                                             | Kij Johnson                     | Fudoki                                       | Tor Books                 |
| 2004                                             | Ursula K. Le Guin               | Changing Planes                              | Harcourt Inc.             |
| 2004                                             | Patricia A. McKillip            | In the Forests of Serre                      | Ace Books                 |
| 2005                                             | Susanna Clarke*                 | Jonathan Strange & Mr. Norrell               | Bloomsbury                |
| 2005                                             | Kage Baker                      | The Anvil of the World                       | Tor Books                 |
| 2005                                             | Elizabeth Hand                  | Mortal Love                                  | William Morrow            |
| 2005                                             | Patricia A. McKillip            | Alphabet of Thorn                            | Ace Books                 |
| 2005                                             | Gene Wolfe                      | The Wizard Knight                            | Tor Books                 |
| 2006                                             | Neil Gaiman*                    | Anansi Boys                                  | William Morrow            |
| 2006                                             | Margaret Atwood                 | The Penelopiad                               | Knopf Canada              |
| 2006                                             | Lois McMaster Bujold            | The Hallowed Hunt                            | Eos                       |
| 2006                                             | Tanith Lee                      | Metallic Love                                | Bantam Spectra            |
| 2006                                             | Tim Pratt                       | The Strange Adventures of Rangergirl         | Bantam Spectra            |
| 2007                                             | Patricia A. McKillip*           | Solstice Wood                                | Ace Books                 |
| 2007                                             | Peter S. Beagle                 | The Line Between                             | Tachyon Publications      |
| 2007                                             | Susanna Clarke                  | The Ladies of Grace Adieu                    | Bloomsbury                |
| 2007                                             | Keith Donohue                   | The Stolen Child                             | Nan A. Talese             |
| 2007                                             | Susan Palwick                   | The Necessary Beggar                         | Tor Books                 |
| 2007                                             | Tim Powers                      | Three Days to Never                          | William Morrow            |
| 2008                                             | Catherynne M. Valente*          | Orphan's Tales                               | Bantam Spectra            |
| 2008                                             | Theodora Goss                   | In the Forest of Forgetting                  | Prime Books               |
| 2008                                             | Nalo Hopkinson                  | The New Moon's Arms                          | Grand Central Publishing  |
| 2008                                             | Guy Gavriel Kay                 | Ysabel                                       | Roc                       |
| 2008                                             | John C. Wright                  | Chronicles of Chaos                          | Tor Books                 |
| 2009                                             | Carol Berg*                     | Flesh and Spirit and Breath and Bone         | Roc                       |
| 2009                                             | Daryl Gregory                   | Pandemonium                                  | Del Rey                   |
| 2009                                             | Ursula K. Le Guin               | Lavinia                                      | Harcourt                  |
| 2009                                             | Patricia A. McKillip            | The Bell at Sealey Head                      | Ace Books                 |
| 2009                                             | Gene Wolfe                      | An Evil Guest                                | Tor Books                 |
| 2010                                             | Jo Walton*                      | Lifelode                                     | NESFA Press               |
| 2010                                             | Barbara Campbell                | Trickster's Game trilogy                     | DAW Books                 |
| 2010                                             | Greer Gilman                    | Cloud & Ashes: Three Winter's Tales          | Small Beer Press          |
| 2010                                             | Robert Holdstock                | Avilion                                      | Gollancz                  |
| 2010                                             | Catherynne M. Valente           | Palimpsest                                   | Bantam Spectra            |
| 2011                                             | Karen Lord*                     | Redemption in Indigo                         | Small Beer Press          |
| 2011                                             | Guy Gavriel Kay                 | Under Heaven                                 | Roc                       |
| 2011                                             | Patricia A. McKillip            | The Bards of Bone Plain                      | Ace Books                 |
| 2011                                             | Devon Monk                      | A Cup of Normal                              | Fairwood Press            |
| 2011                                             | Sharon Shinn                    | Troubled Waters                              | Ace Books                 |
| 2012                                             | Lisa Goldstein*                 | The Uncertain Places                         | Tachyon Publications      |
| 2012                                             | Erin Morgenstern                | The Night Circus                             | Doubleday                 |
| 2012                                             | Richard Parks                   | The Heavenly Fox                             | PS Publishing             |
| 2012                                             | Catherynne M. Valente           | Deathless                                    | Tor Books                 |
| 2012                                             | Jo Walton                       | Among Others                                 | Tor Books                 |
| 2013                                             | Ursula Vernon*                  | Digger                                       | Sofawolf Press            |
| 2013                                             | Alan Garner                     | Weirdstone trilogy                           | Collins, Fourth Estate    |
| 2013                                             | Caitlin R. Kiernan              | The Drowning Girl                            | Roc                       |
| 2013                                             | R. A. MacAvoy                   | Death and Resurrection                       | Prime Books               |
| 2013                                             | Tim Powers                      | Hide Me Among the Graves                     | William Morrow            |
| 2014                                             | Helene Wecker*                  | The Golem and the Jinni                      | Harper                    |
| 2014                                             | Yangsze Choo                    | The Ghost Bride                              | William Morrow            |
| 2014                                             | Neil Gaiman                     | The Ocean at the End of the Lane             | William Morrow            |
| 2014                                             | Max Gladstone                   | Three Parts Dead                             | Tor Books                 |
| 2014                                             | Mark H. Williams                | Sleepless Knights                            | Atomic Fez Publishing     |
| 2015                                             | Sarah Avery*                    | Tales from Rugosa Coven                      | Dark Quest                |
| 2015                                             | Stephanie Feldman               | The Angel of Losses                          | Ecco                      |
| 2015                                             | Theodora Goss                   | Songs for Ophelia                            | Papaveria Press           |
| 2015                                             | Joanne M. Harris                | The Gospel of Loki                           | Gollancz                  |
| 2015                                             | Joe Hill and Gabriel Rodriguez  | Locke & Key                                  | IDW Publishing            |
| 2016                                             | Naomi Novik*                    | Uprooted                                     | Del Rey                   |
| 2016                                             | Holly Black                     | The Darkest Part of the Forest               | Little Brown & Co         |
| 2016                                             | Kazuo Ishiguro                  | The Buried Giant                             | Knopf                     |
| 2016                                             | E. K. Johnston                  | A Thousand Nights                            | Disney-Hyperion           |
| 2016                                             | Daniel José Older               | Shadowshaper                                 | Arthur A. Levine Books    |
| 2017                                             | Patricia A. McKillip*           | Kingfisher                                   | Ace Books                 |
| 2017                                             | Andrea Hairston                 | Will Do Magic For Small Change               | Aqueduct Press            |
| 2017                                             | Mary Robinette Kowal            | Ghost Talkers                                | Tor Books                 |
| 2017                                             | Maggie Stiefvater               | The Raven Cycle                              | Scholastic                |
| 2017                                             | Jo Walton                       | Thessaly trilogy                             | Tor Books                 |
| 2018                                             | John Crowley*                   | Ka: Dar Oakley in the Ruin of Ymr            | Saga Press                |
| 2018                                             | Alice Hoffman                   | The Rules of Magic                           | Simon & Schuster          |
| 2018                                             | G. A. Kathryns                  | Snow City                                    | Sycamore Sky Books        |
| 2018                                             | Ellen Klages                    | Passing Strange                              | Tor.com                   |
| 2018                                             | Victor LaValle                  | The Changeling                               | Spiegel & Grau            |
| 2019                                             | Naomi Novik*                    | Spinning Silver                              | Del Rey                   |
| 2019                                             | Mishell Baker                   | Borderline; Phantom Pains; Impostor Syndrome | Saga                      |
| 2019                                             | Madeline Miller                 | Circe                                        | Little, Brown             |
| 2019                                             | Sarah Rees Brennan              | In Other Lands                               | Big Mouth House           |
| 2019                                             | Ruthanna Emrys                  | The Litany of Earth; Winter Tide; Deep Roots | Tor.com                   |
| 2020                                             | Theodora Goss*                  | Snow White Learns Witchcraft                 | Mythic Delirium Books     |
| 2020                                             | P. Djèlí Clark                  | The Haunting of Tram Car 015                 | Tor.com                   |
| 2020                                             | Alix E. Harrow                  | The Ten Thousand Doors of January            | Redhook                   |
| 2020                                             | Jo Walton                       | Lent                                         | Tor Books                 |
| 2020                                             | G. Willow Wilson                | The Bird King                                | Grove Press               |
| 2021                                             | TJ Klune*                       | The House in the Cerulean Sea                | Tor                       |
| 2021                                             | Alice Hoffman                   | Magic Lessons                                | Simon Schuster            |
| 2021                                             | Jordan Ifueko                   | Raybearer                                    | Amulet                    |
| 2021                                             | Silvia Moreno-Garcia            | Mexican Gothic                               | Del Rey                   |
| 2021                                             | Garth Nix                       | The Left-Handed Booksellers of London        | Katherine Tegen Books     |

### Câștigători și nominalizați (literatură pentru copii, 1992-prezent)
*   Câștigători
| An                                               | Autor                              | Roman                                                                                          | Editor sau publicație                   |
| ------------------------------------------------ | ---------------------------------- | ---------------------------------------------------------------------------------------------- | --------------------------------------- |
| 1992                                             | Salman Rushdie*                    | Haroun and the Sea of Stories                                                                  | Granta                                  |
| 1992                                             | Bruce Coville                      | Jeremy Thatcher, Dragon Hatcher                                                                | Harcourt Brace Jovanovich               |
| 1992                                             | Diana Wynne Jones                  | Castle in the Air                                                                              | Methuen                                 |
| 1992                                             | Will Shetterly                     | Elsewhere                                                                                      | Harcourt Brace Jovanovich               |
| 1992                                             | Zilpha Keatley Snyder              | Song of the Gargoyle                                                                           | Delacorte Press                         |
| 1993                                             | James D. Macdonald*                | Knight's Wyrd                                                                                  | HMH Books for Young Readers             |
| 1993                                             | T. A. Barron                       | The Ancient One                                                                                | Philomel Books                          |
| 1993                                             | Bruce Coville                      | Jennifer Murdley's Toad                                                                        | Jane Yolen Books                        |
| 1993                                             | Peni R. Griffin                    | Hobkin                                                                                         | Margaret K. McElderry                   |
| 1993                                             | Ursula K. Le Guin                  | Fish Soup                                                                                      | Atheneum                                |
| 1994                                             | Suzy McKee Charnas*                | The Kingdom of Kevin Malone                                                                    | Harcourt Brace Jovanovich               |
| 1994                                             | Lynne Reid Banks                   | The Mystery of the Cupboard                                                                    | HarperCollins Children's Books          |
| 1994                                             | Lois Lowry                         | The Giver                                                                                      | Houghton Mifflin Harcourt               |
| 1994                                             | Will Shetterly                     | Nevernever                                                                                     | HMH Books for Young Readers             |
| 1994                                             | Patricia C. Wrede                  | Calling on Dragons                                                                             | Harcourt Brace Jovanovich               |
| 1995                                             | Patrice Kindl*                     | Owl in Love                                                                                    | HMH Books for Young Readers             |
| 1995                                             | Emma Bull                          | The Princess and the Lord of Night                                                             | Harcourt Children's Books               |
| 1995                                             | Peni R. Griffin                    | Switching Well                                                                                 | Margaret K. McElderry                   |
| 1995                                             | Robin McKinley                     | A Knot in the Grain and Other Stories                                                          | Greenwillow Books                       |
| 1995                                             | Jane Yolen                         | Good Griselle                                                                                  | Harcourt Children's Books               |
| 1996                                             | Diana Wynne Jones*                 | The Crown of Dalemark                                                                          | Mandarin                                |
| 1996                                             | Susan Cooper                       | The Boggart                                                                                    | Macmillan                               |
| 1996                                             | Luli Gray                          | Falcon's Egg                                                                                   | Houghton Mifflin Harcourt               |
| 1996                                             | Sherwood Smith                     | Wren's War                                                                                     | Jane Yolen Books                        |
| 1996                                             | Sylvia Waugh                       | The Mennyms                                                                                    | Julia McRae                             |
| 1997 (Premiile pentru adulți și copii combinate) | Terri Windling*                    | The Wood Wife                                                                                  | Tor Books                               |
| 1997 (Premiile pentru adulți și copii combinate) | John Barnes                        | One for the Morning Glory                                                                      | Tor Books                               |
| 1997 (Premiile pentru adulți și copii combinate) | Patricia A. McKillip               | Winter Rose                                                                                    | Ace Books                               |
| 1997 (Premiile pentru adulți și copii combinate) | Nancy Springer                     | Fair Peril                                                                                     | Avon Books                              |
| 1997 (Premiile pentru adulți și copii combinate) | Gene Wolfe                         | The Book of the Long Sun                                                                       | Tor Books                               |
| 1998                                             | Jane Yolen*                        | Young Merlin trilogy                                                                           | Harcourt Children's Books               |
| 1998                                             | Susan Cooper                       | The Boggart and the Monster                                                                    | Margaret K. McElderry                   |
| 1998                                             | Dahlov Ipcar                       | A Dark Horn Blowing                                                                            | Viking Press                            |
| 1998                                             | Robin McKinley                     | Rose Daughter                                                                                  | Greenwillow Books                       |
| 1999                                             | Diana Wynne Jones*                 | Dark Lord of Derkholm                                                                          | Gollancz                                |
| 1999                                             | Kara Dalkey                        | Heavenward Path                                                                                | Harcourt Children's Books               |
| 1999                                             | Gail Carson Levine                 | Ella Enchanted                                                                                 | HarperTrophy                            |
| 1999                                             | Gerald Morris                      | The Squire's Tale                                                                              | HMH Books for Young Readers             |
| 1999                                             | J. K. Rowling                      | Harry Potter and the Philosopher's Stone                                                       | Bloomsbury                              |
| 2000                                             | Franny Billingsley*                | The Folk Keeper                                                                                | Atheneum                                |
| 2000                                             | David Almond                       | Skellig                                                                                        | Hodder Children's Books                 |
| 2000                                             | Tamora Pierce                      | Circle of Magic                                                                                | Scholastic                              |
| 2000                                             | J. K. Rowling                      | Harry Potter and the Prisoner of Azkaban                                                       | Bloomsbury                              |
| 2000                                             | Cynthia Voigt                      | Kingdom                                                                                        | Atheneum / Anne Schwartz Books          |
| 2001                                             | Dia Calhoun*                       | Aria of the Sea                                                                                | Winslow Press                           |
| 2001                                             | Rita Murphy                        | Night Flying                                                                                   | Delacorte Books for Young Readers       |
| 2001                                             | Donna Jo Napoli                    | Beast                                                                                          | Atheneum                                |
| 2001                                             | Laurel Winter                      | Growing Wings                                                                                  | Houghton Mifflin Harcourt               |
| 2001                                             | Jane Yolen                         | Boots and the Seven Leaguers                                                                   | Harcourt Children's Books               |
| 2002                                             | Peter Dickinson*                   | The Ropemaker                                                                                  | Delacorte Press                         |
| 2002                                             | Diane Duane                        | The Wizard's Dilemma                                                                           | Harcourt Trade Publishers               |
| 2002                                             | Eva Ibbotson                       | Island of the Aunts                                                                            | Dutton                                  |
| 2002                                             | Gail Carson Levine                 | The Two Princesses of Bamarre                                                                  | HarperCollins                           |
| 2003                                             | Michael Chabon*                    | Summerland                                                                                     | Miramax                                 |
| 2003                                             | Holly Black                        | Tithe: A Modern Faerie Tale                                                                    | Simon & Schuster                        |
| 2003                                             | Nancy Farmer                       | The House of the Scorpion                                                                      | Atheneum                                |
| 2003                                             | Neil Gaiman                        | Coraline                                                                                       | Bloomsbury                              |
| 2003                                             | Vivian Vande Velde                 | Heir Apparent                                                                                  | Harcourt                                |
| 2004                                             | Clare B. Dunkle*                   | The Hollow Kingdom                                                                             | Henry Holt                              |
| 2004                                             | Kate DiCamillo                     | The Tale of Despereaux                                                                         | Candlewick Press                        |
| 2004                                             | Cornelia Funke                     | Inkheart                                                                                       | Chicken House                           |
| 2004                                             | Shannon Hale                       | The Goose Girl                                                                                 | Bloomsbury                              |
| 2004                                             | Terry Pratchett                    | The Wee Free Men                                                                               | Doubleday                               |
| 2005                                             | Terry Pratchett*                   | A Hat Full of Sky                                                                              | Doubleday                               |
| 2005                                             | Kevin Crossley-Holland             | Arthur Trilogy                                                                                 | Orion Publishing Group                  |
| 2005                                             | Nancy Farmer                       | Sea of Trolls                                                                                  | Atheneum                                |
| 2005                                             | Monica Furlong                     | Doran Trilogy                                                                                  | Random House Books for Young Readers    |
| 2005                                             | Garth Nix                          | The Abhorsen Trilogy                                                                           | HarperCollins                           |
| 2006                                             | Jonathan Stroud*                   | The Bartimaeus Trilogy                                                                         | Doubleday                               |
| 2006                                             | Holly Black                        | Valiant                                                                                        | Simon & Schuster                        |
| 2006                                             | Diane Duane                        | Wizards at War                                                                                 | Harcourt Trade Publishers               |
| 2006                                             | Clare B. Dunkle                    | By These Ten Bones                                                                             | Henry Holt and Co.                      |
| 2007                                             | Catherine Fisher*                  | Corbenic                                                                                       | Greenwillow Books                       |
| 2007                                             | Nina Kiriki Hoffman                | Spirits That Walk in Shadow                                                                    | Viking Press                            |
| 2007                                             | Diana Wynne Jones                  | The Pinhoe Egg                                                                                 | Greenwillow Books                       |
| 2007                                             | Martine Leavitt                    | Keturah and Lord Death                                                                         | Front Street                            |
| 2007                                             | Terry Pratchett                    | Wintersmith                                                                                    | Doubleday                               |
| 2008                                             | J. K. Rowling*                     | Harry Potter series                                                                            | Bloomsbury                              |
| 2008                                             | Holly Black                        | Tithe: A Modern Faerie Tale; Valiant: A Modern Tale of Faerie; Ironside: A Modern Faery's Tale | Simon & Schuster, Margaret K. McElderry |
| 2008                                             | Derek Landy                        | Skulduggery Pleasant                                                                           | HarperCollins                           |
| 2008                                             | Nancy Springer                     | Dusssie                                                                                        | Walker Books for Young Readers          |
| 2008                                             | Kate Thompson                      | The New Policeman                                                                              | HarperTeen                              |
| 2009                                             | Kristin Cashore*                   | Graceling                                                                                      | Harcourt Children's Books               |
| 2009                                             | Neil Gaiman                        | The Graveyard Book                                                                             | HarperCollins                           |
| 2009                                             | Diana Wynne Jones                  | House of Many Ways                                                                             | HarperCollins                           |
| 2009                                             | Ingrid Law                         | Savvy                                                                                          | Dial                                    |
| 2009                                             | Terry Pratchett                    | Nation                                                                                         | Doubleday                               |
| 2010                                             | Grace Lin*                         | Where the Mountain Meets the Moon                                                              | Little, Brown                           |
| 2010                                             | Kage Baker                         | The Hotel Under the Sand                                                                       | Tachyon                                 |
| 2010                                             | Shannon Hale                       | Books of Bayern                                                                                | Bloomsbury                              |
| 2010                                             | Malinda Lo                         | Ash                                                                                            | Little, Brown                           |
| 2010                                             | Lisa Mantchev                      | Eyes Like Stars                                                                                | Feiwel & Friends                        |
| 2011                                             | Megan Whalen Turner*               | The Queen's Thief series                                                                       | Greenwillow Books                       |
| 2011                                             | Catherine Fisher                   | Incarceron and Sapphique                                                                       | Dial                                    |
| 2011                                             | Terry Pratchett                    | I Shall Wear Midnight                                                                          | Doubleday                               |
| 2011                                             | Polly Shulman                      | The Grimm Legacy                                                                               | Putnam Juvenile                         |
| 2011                                             | Heather Tomlinson                  | Toads and Diamonds                                                                             | Henry Holt and Co.                      |
| 2012                                             | Delia Sherman*                     | The Freedom Maze                                                                               | Big Mouth House                         |
| 2012                                             | Lisa Mantchev                      | Théâtre Illuminata series                                                                      | Feiwel & Friends                        |
| 2012                                             | Tamora Pierce                      | Beka Cooper series                                                                             | Random House                            |
| 2012                                             | Maggie Stiefvater                  | The Scorpio Races                                                                              | Scholastic                              |
| 2012                                             | Catherynne M. Valente              | The Girl Who Circumnavigated Fairyland in a Ship of Her Own Making                             | Feiwel & Friends                        |
| 2013                                             | Sarah Beth Durst*                  | Vessel                                                                                         | Margaret K. McElderry                   |
| 2013                                             | Jorge Aguirre and Rafael Rosado    | Giants Beware!                                                                                 | First Second                            |
| 2013                                             | Merrie Haskell                     | The Princess Curse                                                                             | HarperCollins                           |
| 2013                                             | Christopher Healy                  | The Hero's Guide to Saving Your Kingdom                                                        | Walden Pond Press                       |
| 2013                                             | Sherwood Smith                     | The Spy Princess                                                                               | Viking Juvenile                         |
| 2014                                             | Holly Black*                       | Doll Bones                                                                                     | Margaret K. McElderry                   |
| 2014                                             | William Alexander                  | Ghoulish Song                                                                                  | Margaret K. McElderry                   |
| 2014                                             | Joseph Bruchac                     | Killer of Enemies                                                                              | Tu Books                                |
| 2014                                             | Sara Beth Durst                    | Conjured                                                                                       | Walker Books                            |
| 2014                                             | Robin McKinley                     | Shadows                                                                                        | Nancy Paulsen Books                     |
| 2015                                             | Natalie Lloyd*                     | A Snicker of Magic                                                                             | Scholastic                              |
| 2015                                             | Jonathan Auxier                    | The Night Gardener                                                                             | Harry N. Abrams                         |
| 2015                                             | Merrie Haskell                     | The Castle Behind Thorns                                                                       | Katherine Tegan Books                   |
| 2015                                             | Diana Wynne Jones and Ursula Jones | The Islands of Chaldea                                                                         | Greenwillow Books                       |
| 2015                                             | Robin LaFevers                     | His Fair Assassin series                                                                       | Houghton Mifflin Harcourt               |
| 2016                                             | Ursula Vernon*                     | Castle Hangnail                                                                                | Dial                                    |
| 2016                                             | Cassie Beasley                     | Circus Mirandus                                                                                | Dial                                    |
| 2016                                             | Robert Beatty                      | Serafina and The Black Cloak                                                                   | Disney-Hyperion                         |
| 2016                                             | Sarah Beth Durst                   | The Girl Who Could Not Dream                                                                   | Clarion Books                           |
| 2016                                             | Terry Pratchett                    | Tiffany Aching Series                                                                          | Doubleday                               |
| 2017                                             | Adam Gidwitz*                      | The Inquisitor's Tale: Or, The Three Magical Children and their Holy Dog                       | Dutton                                  |
| 2017                                             | S. E. Grove                        | The Mapmakers Trilogy                                                                          | Viking                                  |
| 2017                                             | Bridget Hodder                     | The Rat Prince                                                                                 | Farrar, Straus, & Giroux                |
| 2017                                             | Grace Lin                          | When the Sea Turned to Silver                                                                  | Little, Brown                           |
| 2017                                             | Delia Sherman                      | The Evil Wizard Smallbone                                                                      | Candlewick                              |
| 2018                                             | Garth Nix*                         | Frogkisser!                                                                                    | Scholastic                              |
| 2018                                             | Cassie Beasley                     | Tumble and Blue                                                                                | Dial                                    |
| 2018                                             | Stephanie Burgis                   | The Dragon with the Chocolate Heart                                                            | Bloomsbury Children's Books             |
| 2018                                             | Nidhi Chanani                      | Pashmina                                                                                       | First Second                            |
| 2018                                             | A. F. Harrold                      | The Song from Somewhere Else                                                                   | Bloomsbury Children's Books             |
| 2019                                             | Wendy Mass and Rebecca Stead*      | Bob                                                                                            | Feiwel and Friends                      |
| 2019                                             | Jorge Aguirre & Rafael Rosado      | Giants Beware!; Dragons Beware!; Monsters Beware!                                              | First Second                            |
| 2019                                             | Jonathan Auxier                    | Sweep: The Story of a Girl and Her Monster                                                     | Abrams                                  |
| 2019                                             | Sarah Beth Durst                   | The Stone Girl's Story                                                                         | Clarion Books                           |
| 2019                                             | Emily Tetri                        | Tiger vs. Nightmare                                                                            | First Second                            |
| 2020                                             | Yoon Ha Lee*                       | Dragon Pearl                                                                                   | Disney/Hyperion                         |
| 2020                                             | Erin Entrada Kelly                 | Lalani of the Distant Sea                                                                      | Greenwillow Books                       |
| 2020                                             | Hilary McKay                       | The Time of Green Magic                                                                        | Macmillan                               |
| 2020                                             | Suzanne Nelson                     | A Tale Magnolius                                                                               | Alfred A. Knopf                         |
| 2020                                             | Anne Ursu                          | The Lost Girl                                                                                  | Walden Pond Press                       |
| 2021                                             | T. Kingfisher*                     | A Wizard’s Guide to Defensive Baking                                                           | Argyll                                  |
| 2021                                             | Lev Grossman                       | The Silver Arrow                                                                               | Little, Brown                           |
| 2021                                             | Kat Leyh                           | Snapdragon                                                                                     | First Second                            |
| 2021                                             | Tae Keller                         | When You Trap a Tiger                                                                          | Random House                            |
| 2021                                             | Carlos Hernandez                   | The Sal and Gabi duology: Sal and Gabi Break the Universe and Sal and Gabi Fix the Universe    | Rick Riordan Presents                   |
| 2021                                             | Jenn Reese                         | A Game of Fox and Squirrels                                                                    | Henry Holt                              |

### Câștigători multipli
| Câștigători | Autor                | Ani                                                |
| ----------- | -------------------- | -------------------------------------------------- |
| 4           | Patricia A. McKillip | 1995, 2003, 2007, 2017 (literatură pentru adulți)  |
| 3           | Jane Yolen           | 1985, 1993 (Adult), 1998 (literatură pentru copii) |
| 3           | Ursula Vernon        | 2013 (Adult), 2016, 2021 (literatură pentru copii) |
| 2           | Peter S. Beagle      | 1987, 2000 (literatură pentru adulți)              |
| 2           | Joy Chant            | 1972, 1984                                         |
| 2           | John Crowley         | 1982, 2018 (literatură pentru adulți)              |
| 2           | Neil Gaiman          | 1999, 2006 (literatură pentru adulți)              |
| 2           | Diana Wynne Jones    | 1996, 1999 (literatură pentru copii)               |
| 2           | Delia Sherman        | 1994 (Adult), 2012 (literatură pentru copii)       |
| 2           | Mary Stewart         | 1971, 1974                                         |
| 2           | Naomi Novik          | 2016, 2019 (literatură pentru adulți)              |

### Finaliști de mai multe ori
| Buletine de vot finale | Autor                 |
| ---------------------- | --------------------- |
| 15                     | Patricia A. McKillip  |
| 9                      | Ursula K. Le Guin     |
| 8                      | Robin McKinley        |
| 7                      | Neil Gaiman           |
| 7                      | Diana Wynne Jones     |
| 7                      | Jane Yolen            |
| 6                      | Terry Pratchett       |
| 5                      | Peter S. Beagle       |
| 5                      | Holly Black           |
| 5                      | Guy Gavriel Kay       |
| 5                      | Tim Powers            |
| 4                      | Charles de Lint       |
| 4                      | Delia Sherman         |
| 4                      | Catherynne M. Valente |
| 4                      | Gene Wolfe            |